# Chiến khu C

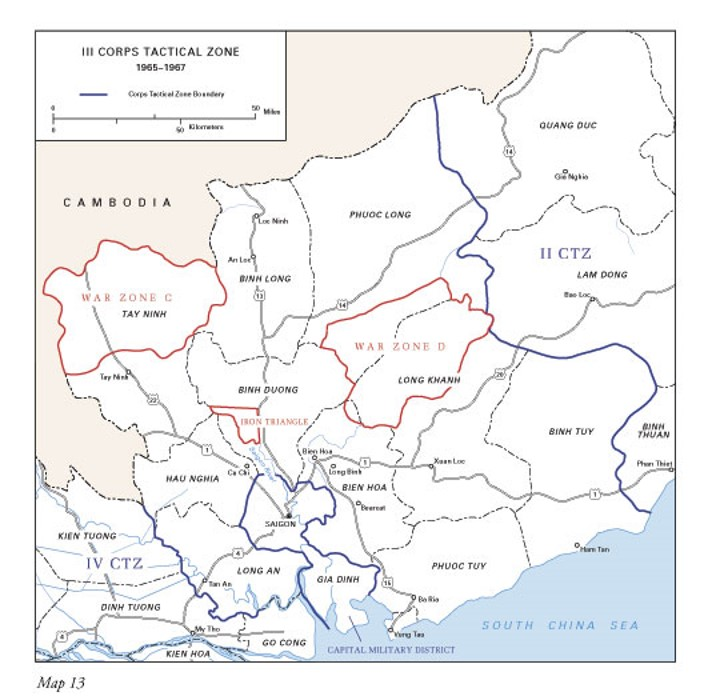
Bản đồ Quân đoàn III bao gồm Chiến khu C.

Chiến khu C là khu vực ở Việt Nam Cộng hòa tập trung xung quanh thị trấn Katum bị bỏ hoang gần biên giới Campuchia, nơi tập trung mạnh mẽ hoạt động của Quân đội Nhân dân Việt Nam (QĐNDVN) và Mặt trận Dân tộc Giải phóng miền Nam Việt Nam (MTDTGPMNVN) trong chiến tranh Việt Nam. Khu vực này được cho là địa điểm chung của Trung ương Cục miền Nam, trụ sở cho các hoạt động chính trị và quân sự của cộng sản ở nửa phía nam Việt Nam.

## Địa lý
Chiến khu C, nằm trong khu vực trực thuộc Quân đoàn III, là một khu vực của Việt Nam Cộng hòa có giá trị chiến lược cao do vị trí nằm giữa Campuchia và Sài Gòn cũng như thực tế đây là điểm xuất phát phổ biến của lực lượng QĐNDVN/MTDTGPMNVN và tuyến tiếp tế từ Đường mòn Hồ Chí Minh. Ranh giới chiến khu C nằm dọc theo biên giới Campuchia ở phía bắc và phía tây, còn ranh giới phía đông chạy song song với Quốc lộ 13. Khu vực này bao gồm các phần của tỉnh Tây Ninh, tỉnh Bình Long và tỉnh Bình Dương. Khu vực này được mô tả là những khu rừng không có lối đi xuyên qua các vùng núi và đầm lầy lầy lội khiến việc đi lại và vận chuyển trở nên vô cùng khó khăn.

## Tác chiến
Chiến lược tổng thể được tuân thủ tập trung vào việc phá vỡ và giảm bớt những khu căn cứ mà từ đó QĐNDVN/MTDTGPMNVN có thể hành quân và đe dọa thủ đô Sài Gòn. Quân đội Mỹ và Quân lực Việt Nam Cộng hòa đã tiến hành những cuộc hành quân cỡ đơn vị nhỏ trong khu vực này, thường tái càn quét các khu vực đã khám phá trước đó và thiết lập một tuyến phòng thủ hiệu quả hơn dọc biên giới Campuchia nhằm ngăn chặn liên quân MTDTGPMNVN và QĐNDVN giành lại quyền tiếp cận những căn cứ ở các tỉnh phía Nam. Chiến khu C là nơi tổ chức một số hoạt động tác chiến của Mỹ trong suốt cuộc chiến bao gồm Chiến dịch Attleboro, Chiến dịch Birmingham và Chiến dịch Junction City (một trong những chiến dịch lớn nhất được tiến hành trong chiến tranh Việt Nam). Nhiều trận đánh ở Quân đoàn III đã không thể phát huy nổi do các cuộc tấn công trực tiếp vào vùng hoang dã, mà thay vào đó lại xảy ra với vô số trận giao tranh nhỏ, lẻ tẻ nằm cách xa nhau nhiều dặm.